# 尼克·錢皮恩

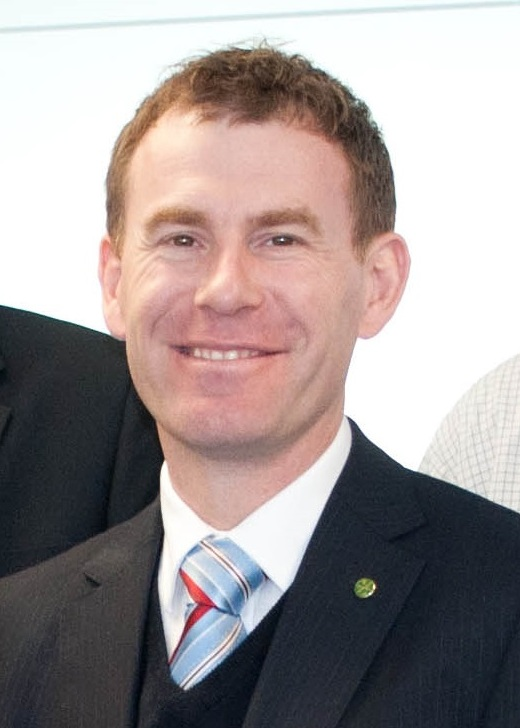

尼克·錢皮恩（英語：Nick Champion，1972年2月27日—）是一位澳洲政治人物，他的黨籍是澳洲工黨。自2007年開始，他是韋克菲爾德選區選出的澳大利亞眾議院的議員，其後於2019年轉移至史賓斯選區（其實是略修邊界後的韋克菲爾德選區）。他畢業於南澳大學。
2022年辭任聯邦眾議院議員，轉戰南澳洲眾議局議員。勝選後，出任貿易與投資司，並兼任房屋及市區發展司和規劃司。